# Maszal Baladijjat Bidżaja
Maszal Baladijjat Bidżaja, MB Bidżaja (arab. مشعل بلدية بجاية; fr. Mechâal Baladiat Béjaïa, MB Béjaïa) – klub piłki siatkowej z siedzibą w Bidżai w Algierii. Został założony w 1977 roku.

## Sukcesy

### Mężczyźni
- Mistrzostwa Algierii
  -  1. miejsce (1x): 2012
  -  2. miejsce (3x): 2006, 2007, 2009
- Puchar Algierii
  -  1. miejsce (2x): 2006, 2008
  -  2. miejsce (4x): 2007, 2009, 2011, 2012
- Afrykańska Liga Mistrzów
  -  1. miejsce (1x): 2012

### Kobiety
- Mistrzostwa Algierii
  -  1. miejsce (1x): 2012
  -  2. miejsce (3x): 1996, 2003, 2006
- Puchar Algierii
  -  1. miejsce (1x): 2003